# Félix Cábez
Félix Manuel Cábez Sánchez (Madrid, España, 27 de julio de 1960), más conocido como Félix Cabez, es un director, guionista y productor de cine y TV español.

## Biografía
Licenciado en Ciencias de la Imagen por la Universidad Complutense de Madrid, empieza su vinculación en la industria audiovisual española desde principios de los noventa, dónde empezó su actividad como guionista en el ente público de televisión, Televisión Española. Posteriormente comienza sus colaboraciones con otros canales, entrando en tareas de dirección y producción. Posteriormente realiza varios cortometrajes que resultan premiados en festivales internacionales, y decide dedicarse a la dirección de documentales. En 2002 su película El refugio del mal consigue una nominación a los Premios Goya.

## Trayectoria
En 2000 escribió y dirigió su primer documental: Buñuel en Hollywood. Producido por Canal Plus, en que se recorre la amarga experiencia que vivió Luis Buñuel en los Estados Unidos durante su largo exilio. En él intervienen, entre otros, Jean-Claude Carrière, Victor Stoloff, Robert Wise, Dan O’Herlihy y Woody Allen. En 2012, a raíz de la aparición de material inédito, se reedita su documental incorporando al montaje original nuevas imágenes de su protagonista, hasta ahora perdidas y una nueva intervención de Woody Allen. Esta nueva versión se estrenó en junio de 2012 tras su presentación en la Filmoteca Española en Madrid.
Posteriormente dirigió Almodóvar siglo XX, documental sobre la obra de Pedro Almodóvar producido por El Deseo para Vía Digital.
En 2002 dirigió su primer largometraje de ficción, el thriller psicológico El Refugio del mal. La película, protagonizada por Daniel Freire, Lucía Jiménez y Rosana Pastor fue nominada para los Premios Goya en su edición de 2003.
En 2005 escribió, dirigió y produjo su primer documental de temática musical, Cooking for Jenny sobre el estreno de un concierto para piano y orquesta compuesto por Javier López de Guereña a cargo de la Orquesta Sinfónica de Gijón y la pianista Jenny Lin.
En 2010 escribió y dirigió, la coproducción de Zebra producciones con Televisión Española, La Tierra de las mil orquestas, documental musical centrado en esta ocasión en la Fundación del Estado para el Sistema Nacional de las Orquestas Juveniles e Infantiles de Venezuela con Plácido Domingo como narrador y la colaboración del director de orquesta venezolano Gustavo Dudamel.
En 2012 realizó The Labèque Way, largometraje musical sobre Katia y Marielle Labèque, el singular dúo de pianistas francés, es su último trabajo. Junto a las pianistas, participan en el documental los directores de orquesta Simon Rattle, Semyon Bychkov y MIguel Harth-Bedoya, el escritor italiano Alessandro Baricco, la cantaora flamenca Mayte Martín y las bandas Kalakan y B for Bang. El film fue estrenado en el Festival des films du monde de Montreal, Canadá, dentro de su sección “Documentaries of the world”.
Continuando con su dedicación al documental de temática musical, en 2014 completa ``Las Voces de Pilar Jurado´´, producción de Roswell Producciones con Televisión Española, protagonizado por la soprano española Pilar Jurado.  En 2017 escribe y dirige "Memoria" , producido por la Fundación María Cristina Masaveu Peterson.
En 2018 debuta como comisario de exposiciones con "La Generación del 87", nueva indagación sobre la memoria esta vez en formato de proyecto fotográfico. La exposición se celebró en el Centro Conde Duque de Madrid entre enero y abril de 2018.

## Filmografía

### Cortometrajes
- 1994 - Equipaje, lista de espera, pasaporte, souvenir Guion y dirección.
- 1993 - Agua fría Guion y dirección.
- 1984 - El tratado de Odessa Guion
- 1982 - Mujer esperando en un hotel Guion y dirección.
- 1982 - Hospital Memorial Guion y dirección.

### Largometrajes
- 2012 - The Labèque Way Guion y dirección.
- 2002 - El refugio del mal Guion y dirección.
- 1988 - Loco veneno Guion

### Documentales
- 2017 - Memoria Guion y dirección
- 2014 - Las Voces de Pilar Jurado Guion y dirección.
- 2012 - Buñuel en Hollywood (ampliación con material inédito y una nueva intervención de Woody Allen)
- 2010 - La Tierra de las mil orquestas Guion y dirección.
- 2005 - Cooking for Jenny Guion y dirección.
- 2001 - Almodóvar siglo XX Guion y dirección.
- 2000 - Buñuel en Hollywood Guion y dirección.
- 1991 - Detrás del viento Guion y dirección.

## Galardones y menciones
- Premio «Jinete Ibérico» al mejor cortometraje español en el XXII Certamen Internacional de Films cortos de Ciudad de Huesca 1994. (Huesca, España).
- Mención especial del jurado en el XV International Mistery Film Festival, "MYSTFEST" 1994. (Cattolica, Italia)
- Premio de la Federación andaluza de Cine-clubs a la mejor película de la XXVI Muestra Cinematográfica del Atlántico-alcances 1994 (Cádiz, España).
- Mención especial del jurado en la XXVI Muestra Cinematográfica del Atlántico-alcances 1994 (Cádiz, España).
- Tercer premio nacional del XXIV Festival de cine de Alcalá de Henares (Madrid, España)
- Premio al Mejor video del Festival Internacional de Video "Napolidanza" 1992, (Nápoles, Italia)
- Premio «Mikeldi» al mejor film de animación en el XXV Certamen Internacional de Cine Documental y de Cortometraje de Bilbao 1993 (Bilbao, España).